# Raión de Illintsi
Raión de Illintsi (en ucraniano: Іллінецький район) es un antiguo raión o distrito de Ucrania en el óblast de Vínnytsia. El raión fue abolido y su territorio se fusionó con el Raion de Vinnytsia el 18 de julio de 2020 como parte de una reforma administrativa en Ucrania.
La capital fue la ciudad de Illintsi y Comprende una superficie de 910 km².

## Demografía
Según estimación 2010 contaba con una población total de 38918 habitantes.

## Otros datos
El código KOATUU es 521200000. El código postal 22700 y el prefijo telefónico +380 4345.